# Kosmorama (biograf i Skælskør)
Kosmorama er en biograf i Skælskør i Sydvestsjælland. Den ligger midt i byen på Algade.
Biografen tilstræber at mindst 60 % af de film, som vises, skal være ikke-amerikanske.

## Historie
Biografen blev grundlagt i 1925 af J. W. Danwøgg. Han søn, Kaj Danwøgg, overtog ved faderens død i 1940. På dette tidspunkt havde den 190 plads, og i 1951 blev salen fornyet og igen i 1961 fik den plads til 209 gæster. Han drev den frem til 1967, hvor rejsebiografdirektør Kurt Kilde overtog den. Kilde forlod biografen igen i 1971 for at styre Scala i Næstved og Steen Melgård Petersen overtog. Han drev den frem til 1980, hvor Niels Lassen blev direktør, men han blev kun indtil oktober 1981, hvor Jens Erslev fra Slagelse overtog. Erslev opgav dog i 1984 og lukkede biografen. Der blev stiftet en biografforening i Skælskør med  Anne Hinsch som formand og i 1988 genåbnede biografen. I 2011 kunne biografen vise sin første digitale film.